# Pelem (Gabus)
Pelem is een bestuurslaag in het regentschap Grobogan van de provincie Midden-Java, Indonesië. Pelem telt 6472 inwoners (volkstelling 2010).